# Fiacha Cennfinnán
Nella mitologia irlandese Fiacha Cennfinnán, figlio di Starn, figlio di Rudraige dei Fir Bolg, divenne re supremo d'Irlanda dopo aver detronizzato il pro-zio Sengann. Regnò per cinque anni prima di essere detronizzato da Rinnal, figlio di Genann. Il re milese Fíachu Findoilches è spesso conosciuto con lo stesso nome.